# Sant Martí Sarroca
Sant Martí Sarroca – gmina w Hiszpanii, w prowincji Barcelona, w Katalonii, o powierzchni 35,31 km². W 2011 roku gmina liczyła 3200 mieszkańców.